# 山口県道352号秋穂港線
山口県道352号秋穂港線（やまぐちけんどう352ごう あいおこうせん）は、山口県山口市を通る一般県道である。

## 概要
秋穂港から山口市秋穂東に至る。

### 路線データ
- 起点：山口市秋穂東（秋穂港）
- 終点：山口市秋穂東（山口県道25号宇部防府線交点）

## 歴史
- 1983年（昭和53年）3月18日 - 山口県告示第270号により認定される。
- 2019年（令和元年）12月24日 - 山口県道25号宇部防府線の路線が変更されたことに伴い、路線が3,990 m延長され、終点が変更された[1]。

## 地理

### 通過する自治体
- 山口市

### 交差する道路
| 交差する道路           | 交差する場所 | 交差する場所 |
| ---------------------- | ------------ | ------------ |
| 山口県道25号宇部防府線 | 秋穂東       | 終点         |

### 沿線
- 秋穂港
- 山口市立秋穂中学校